# 劉丞勳
劉丞勳（2003年4月10日—）是臺灣男子籃球運動員，場上位置為前鋒，現效力於台灣職業籃球大聯盟新竹御嵿攻城獅。

## 早年生活
劉丞勳國小主攻項目為田徑，進入楊明國中時愛上籃球運動，並加入校隊，場上主打鋒線位置。高中進入泰山高中，高一時因為隊上的鋒線人手充足而未擠進12人名單，升上高二才進入12人名單，該年度泰山最終奪下HBL亞軍，劉丞勳該屆HBL場均成績為17.2分、11.2籃板、1.9助攻、1.8抄截、1.6阻攻，高中最後一年泰山奪下隊史首座HBL冠軍金盃。

## 大學生涯
劉丞勳大學選擇前往健行科技大學。大學菜鳥賽季以場均11.9分、7.1籃板的表現抱走大專籃球聯賽新人王頭銜，2022年夏天入選中華培訓隊參加BE HEROES籃球經典賽與跨聯盟籃球邀請賽。2023年6月入選2021年世大運男籃賽中華臺北代表隊。2024年3月劉丞勳以3屆UBA、總計67場突破UBA男一級千分大關，並成為UBA自102學年度擁有攻守紀錄系統以後最快達成此紀錄者。8月31日，劉丞勳在跨聯盟籃球邀請賽中獲選大會最佳五人。

## 職業生涯
2025年8月11日，劉丞勳在台灣職業籃球大聯盟新人選秀會第一輪第一順位被新竹御嵿攻城獅選中，成為選秀狀元。8月14日，劉丞勳加盟台灣職業籃球大聯盟新竹御嵿攻城獅。

## 外部連結
- 劉丞勳在fiba3x3.com（英语）
- 劉丞勳在Eurobasket.com（球員）（英语）
- 劉丞勳在RealGM（球員）（英语）